# Brasília internationella flygplats
Brasília internationella flygplats - President Juscelino Kubitschek (IATA: BSB, ICAO: SBBR) är en internationell flygplats utanför Brasília. Den är Brasiliens tredje mest trafikerade flygplats. Sedan den 20 april 1999 har flygplatsen namn efter Juscelino Kubitschek (1902–1976), Brasiliens 21:a president.
För driften av flygplatsen svarar Inframerica. Den täcker ett område på cirka 2 900 hektar flygplatsmark och utökades med en andra landningsbana 2006. Några av dess anläggningar delas med Brasília Air Force Base för det brasilianska flygvapnet.

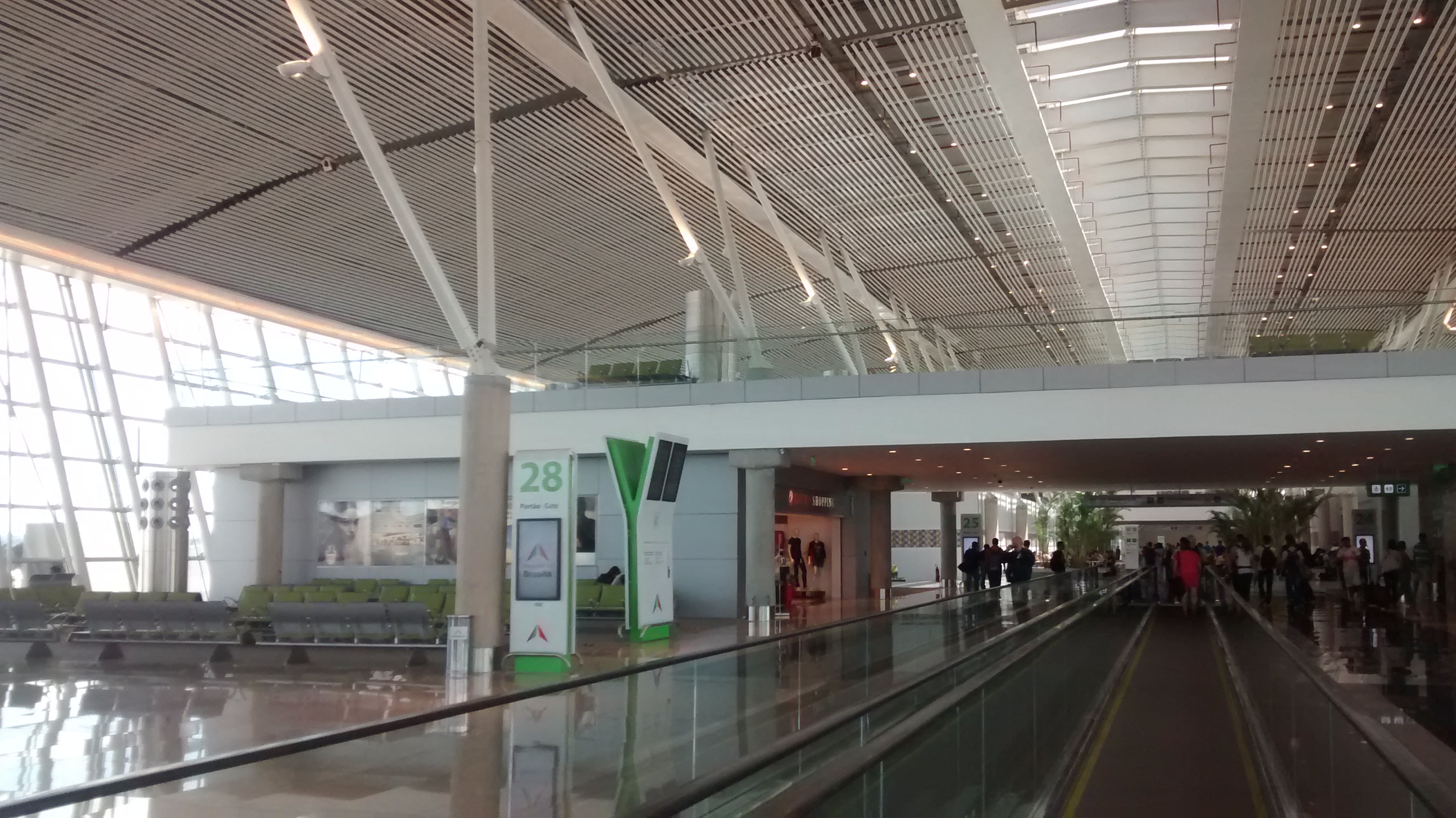
South Concourse of BSB. Avgångsbyggnaden är ansluten till BSB:s huvudterminal och öppnades i april 2014.

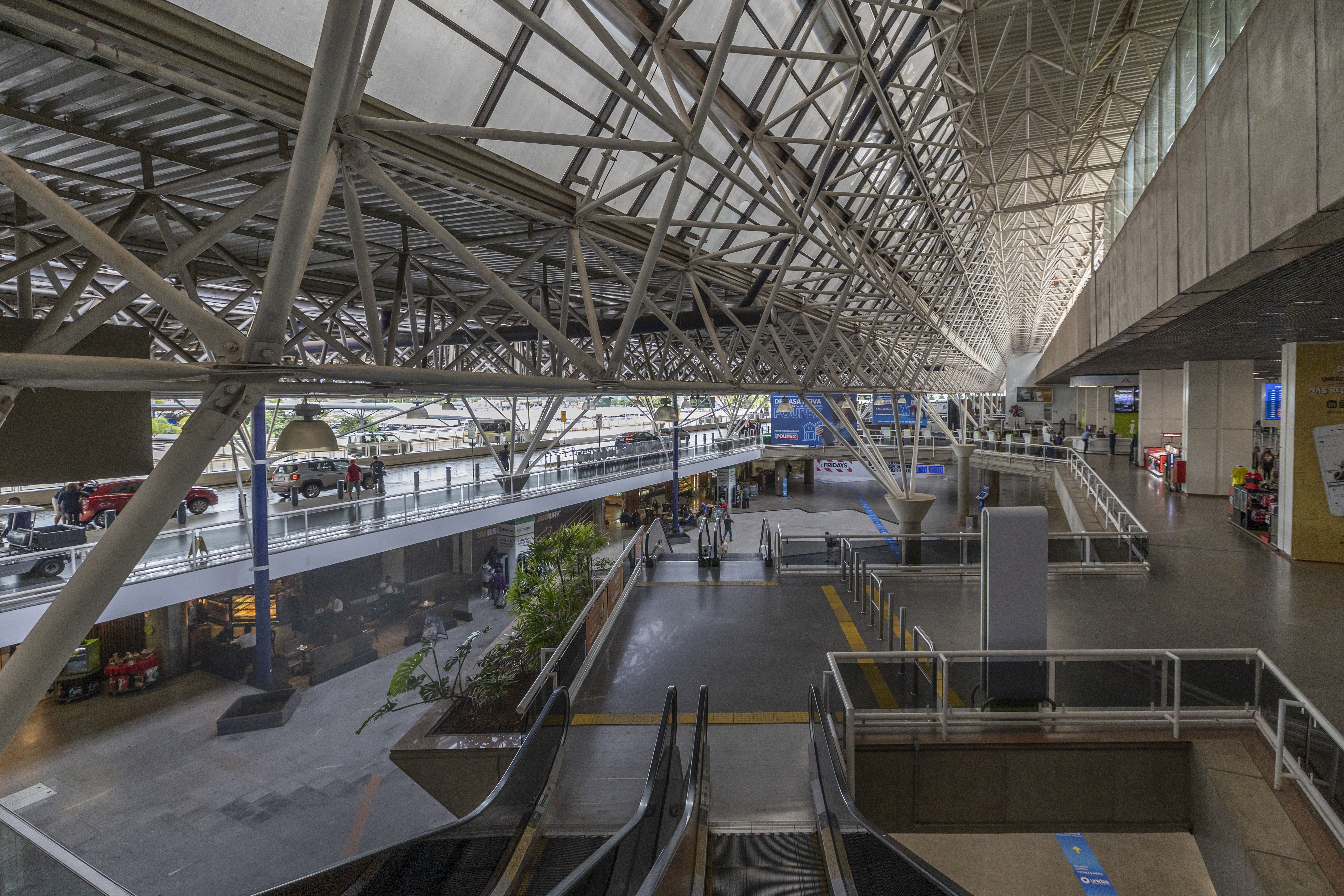
Terminalinterör

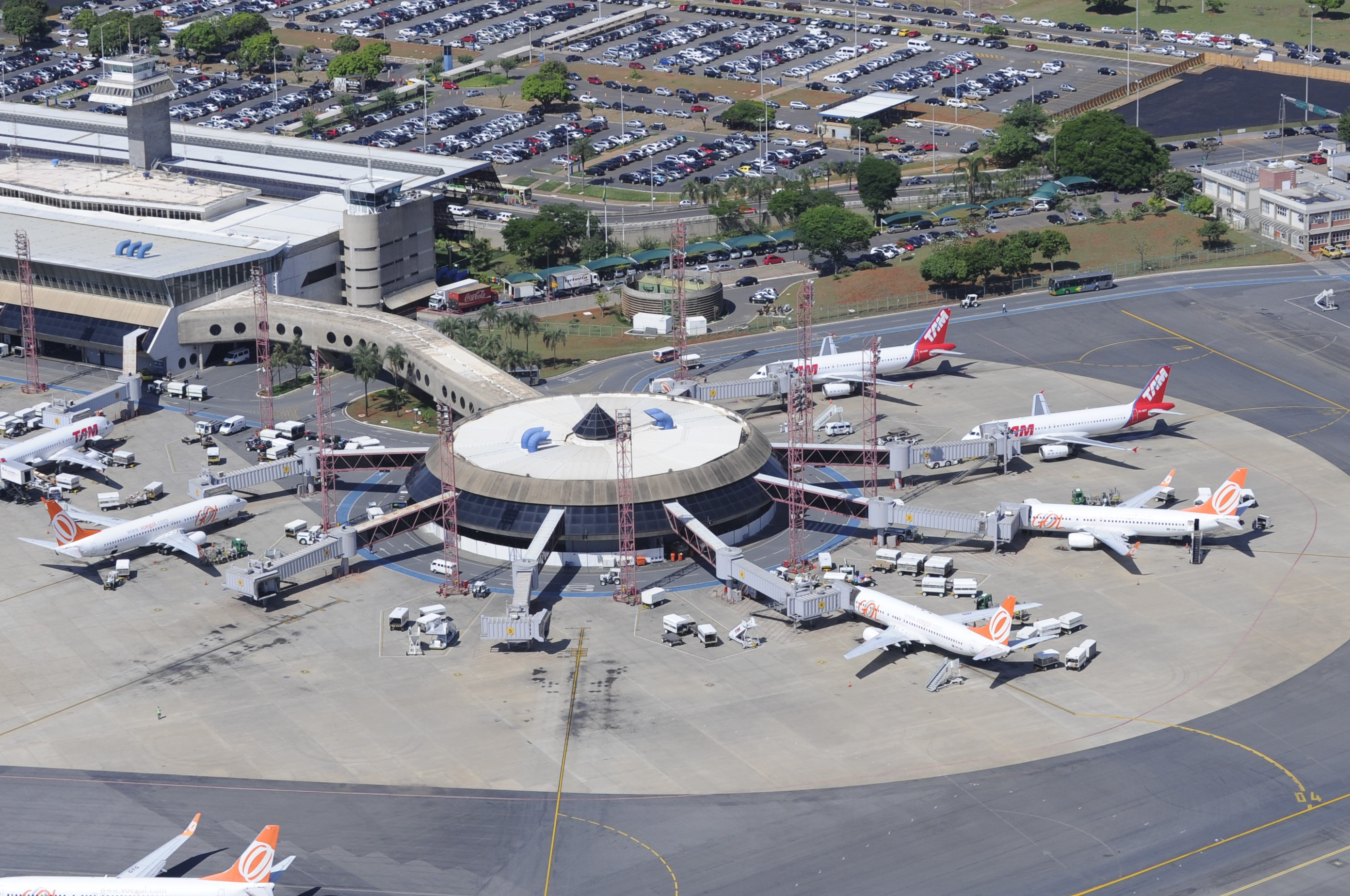
Portarna före expansionen

## Historik
Brasília var bara ett projekt när president Juscelino Kubitschek 1956 landade för första gången på Centralplatån. Vera Cruz flygplats, byggd 1955 av den dåvarande viceguvernören i Goiás, Bernardo Sayão, på begäran av ordföranden för platsen för den nya federala huvudstaden, Marechal José Pessoa, fanns redan. Den 2 oktober 1955 tog flygplatsen emot den första besättningen av arbetare som skulle bygga den nya huvudstaden och byggarbetet startade den 6 november 1956. Landningsbanan utformades för en längd på 3 300 meter men från början hade den bara 324 meter och var 45 meter bred. Passagerarterminalen byggdes i trä. Den 2 april 1957 landade presidentflygplanet för första gången på platsen, och den officiella invigningen ägde rum den 3 maj 1957. Det året togs även Brasília Air Force Base i drift på samma plats.
År 1965 valde militärregeringen att bygga ett projekt av Tércio Fontana Pacheco, en arkitekt från det brasilianska flygvapenministeriet. Flygplatsen är således en av få viktiga byggnader i Brasília som inte är relaterad till Oscar Niemeyer. Denna byggnad invigdes 1971.
År 1990 genomgick den internationella flygplatsen i Brasília sin första större renovering och började få sin nuvarande form med en central kropp och två satelliter som ursprungligen planerades, men bara en avslutades, den västra flygeln. Från 1990 var den under renovering och utbyggnad efter ett arkitektoniskt koncept av arkitekten Sérgio Roberto Parada, med slutförande mellan 2000 och 2004. Den första fasen inkluderade byggandet av en tillträdesviadukt till passagerarterminalen och metallöverdrag som invigdes 1992 och den första cirkulära satelliten, som invigdes 1994, i vilken dess form liknar en ovni-skiva. I den andra fasen renoverades passagerarterminalens huvuddel för att inkludera ett köpcentrum och satelliten tog emot nio jetplan. År 2005 öppnades en andra landningsbana.
Som svar på kritiken av situationen för dess flygplatser släppte Infraero den 18 maj 2011 en lista som utvärderar några av dess viktigaste flygplatser enligt dess mättnadsnivåer. Enligt listan ansågs Brasília vara kritiskt mättad och arbetade på över 85 procent av sin kapacitet.
Efter ett beslut som fattades den 26 april 2011 av den federala regeringen om att privata företag beviljades koncessioner för att driva vissa Infraero-flygplatser, beviljades den 6 februari 2012 administrationen av flygplatsen för 25 år till Consortium Inframérica, som bildades av den brasilianska ingenjörsgruppen Engevix (50 procent) och den argentinska koncernen Corporación América (50 procent). Infraero, den statliga organisationen, behåller 49 procent av aktierna i det företag som är inkorporerat för administrationen.
Mellan 2012 och 2014 investerade konsortiet INFRAMERICA 1,2 miljarder R$ i ombyggnad av terminalen, vilket ökade antalet jetways från 13 till 29 och 40 till 70 flygplanspositioner. I april 2014 öppnades södra satelliten, som betjänar inrikesflyg. Fram till april 2014 kunde terminalen hantera 9 miljoner passagerare per år, men hanterade faktiskt runt 14 miljoner, som ständigt ökade fram till 2015, med en nedgång därefter.
För 2016 fram till 2022 planerades investeringar för det internationella området, nya parkeringsbyggen, fyra nya hotell i närheten, ett nytt affärsområde och andra faciliteter, som ett köpcentrum, men inga realiserades förrän i mitten av 2022.